# West Chester (Pennsylvania)
West Chester è un comune (borough) degli Stati Uniti d'America, capoluogo della Contea di Chester, Pennsylvania.
Vi ha sede la West Chester University e vi si trovano altri siti d'attrazione turistica di carattere naturalistico e storico come il Valley Forge National Historical Park, il Brandywine Battlefield, il Marsh Creek State Park, e, nelle sue vicinanze, i Longwood Gardens, il Brandywine River Museum e il Christian C. Sanderson Museum.

## Geografia fisica
West Chester è situata 40 km ad ovest di Filadelfia e 27 km a nord di Wilmington, Delaware.

## Storia
L'area era originariamente conosciuta come Turk's Head — dalla locanda omonima situata in quello che è oggi il centro del borgo.
West Chester è sede del governo della Contea di Chester dal 1786, e ha lo status di borough dal 1799. Sito nel cuore della città è il suo palazzo di giustizia, un edificio classico progettato negli anni quaranta del 1800 da Thomas Walter, uno degli architetti del Campidoglio di Washington.
Il West Chester Downtown Historic District è stato inserito nel National Register of Historic Places nel 1985. Altri edifici inseriti sono la Contea di Bank of Chester, Buckwalter Building, Butler House, Chester County Courthouse, William Everhart Buildings, Farmers and Mechanics Building, First Presbyterian Church of West Chester, New Century Clubhouse, Joseph Rothrock House, Sharples Homestead, Sharples Separator Works, Warner Theater West Chester Boarding School for Boys e le componenti del West Chester State College Quadrangle Historic District.

## West Chester nei media
- Molte scene della serie televisiva di MTV Jackass e del film Jackass: The Movie sono state filmate a West Chester e nei suoi dintorni, soprattutto le scene con Bam Margera e la CKY Crew. Lo show spin-off Viva La Bam è stato quasi interamente girato nella zona, così come il film Haggard e i CKY videos.
- Molte scene del documentario, Our Lady Of Victory, poi editato col titolo "The Mighty Macs", sono state girate nei dintorni di West Chester.
- Il film Io & Marley, con Jennifer Aniston e Owen Wilson, è stato in parte girato a West Chester nel 2008.[5]